# Museo judío

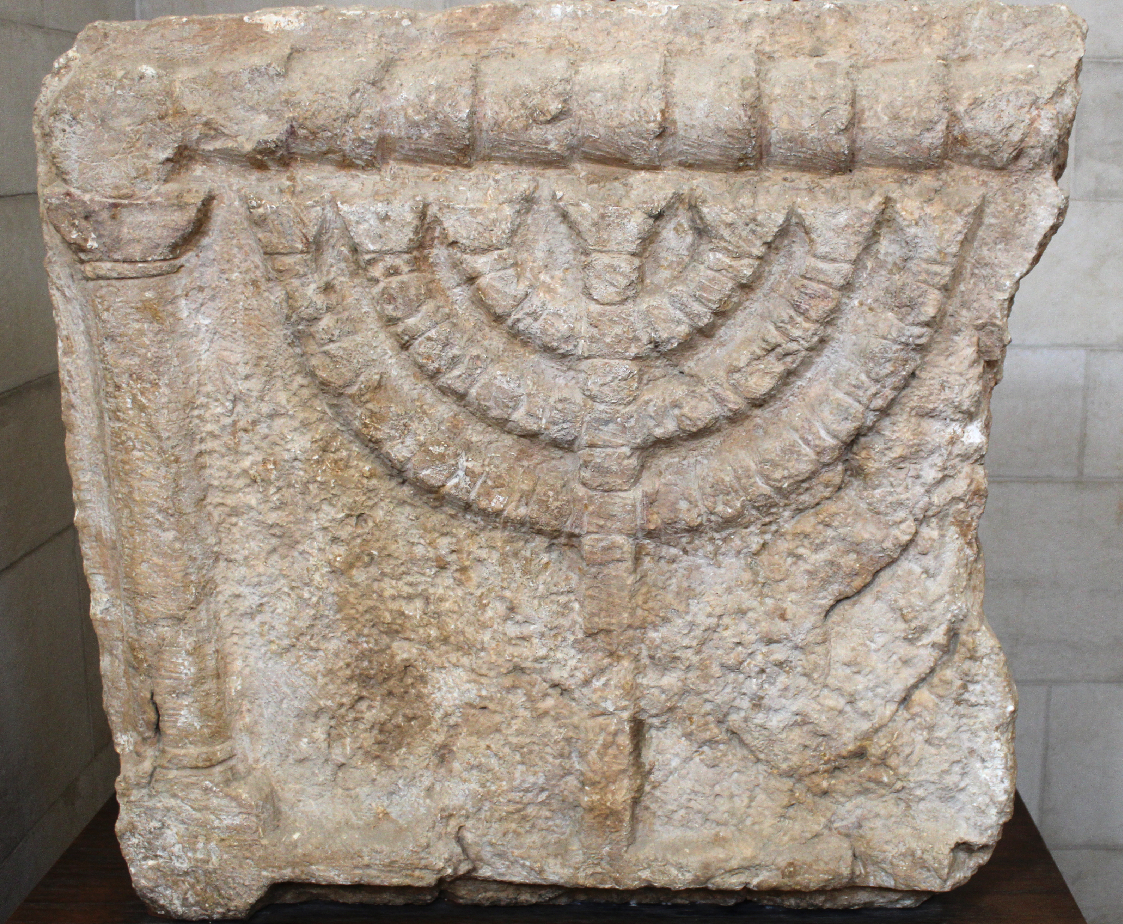
La Menorá, uno de los objetos más comunes en los museos judíos, también en forma de dibujos y grabados.

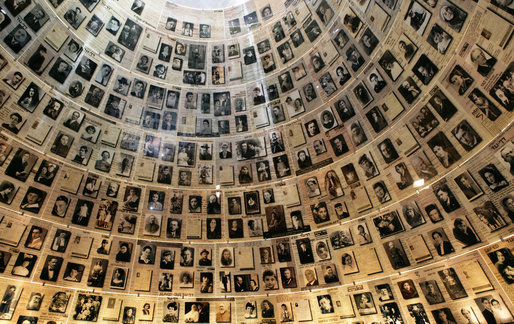
La Sala de los Nombres, en Yad Vashem. Los murales y monumentos con nombres de fallecidos en el Holocausto son comunes en museos dedicados a este tema.

Un museo judío o museo de historia judía es un museo dedicado a la historia, cultura, religión y diversos aspectos de los judíos y el judaísmo. La definición abarca una gran diversidad de instituciones y entidades, privadas o estatales, de propiedad judía u otra, que muchas veces cuentan con la implicación de personas o instituciones judías, desde las comunidades locales a patrocinadores y fundaciones.  
La mayoría de museos judíos enfatizan las relaciones con la sociedad de la que forman parte a través de la representación de la cultura judía y la historia judía al público general. Su misma existencia se debe al encuentro entre los judíos y su entorno, y suelen servir de fuente de investigación y formación académica, contando con la participación de universidades, centros de investigación e institutos relevantes.  

## Descripción

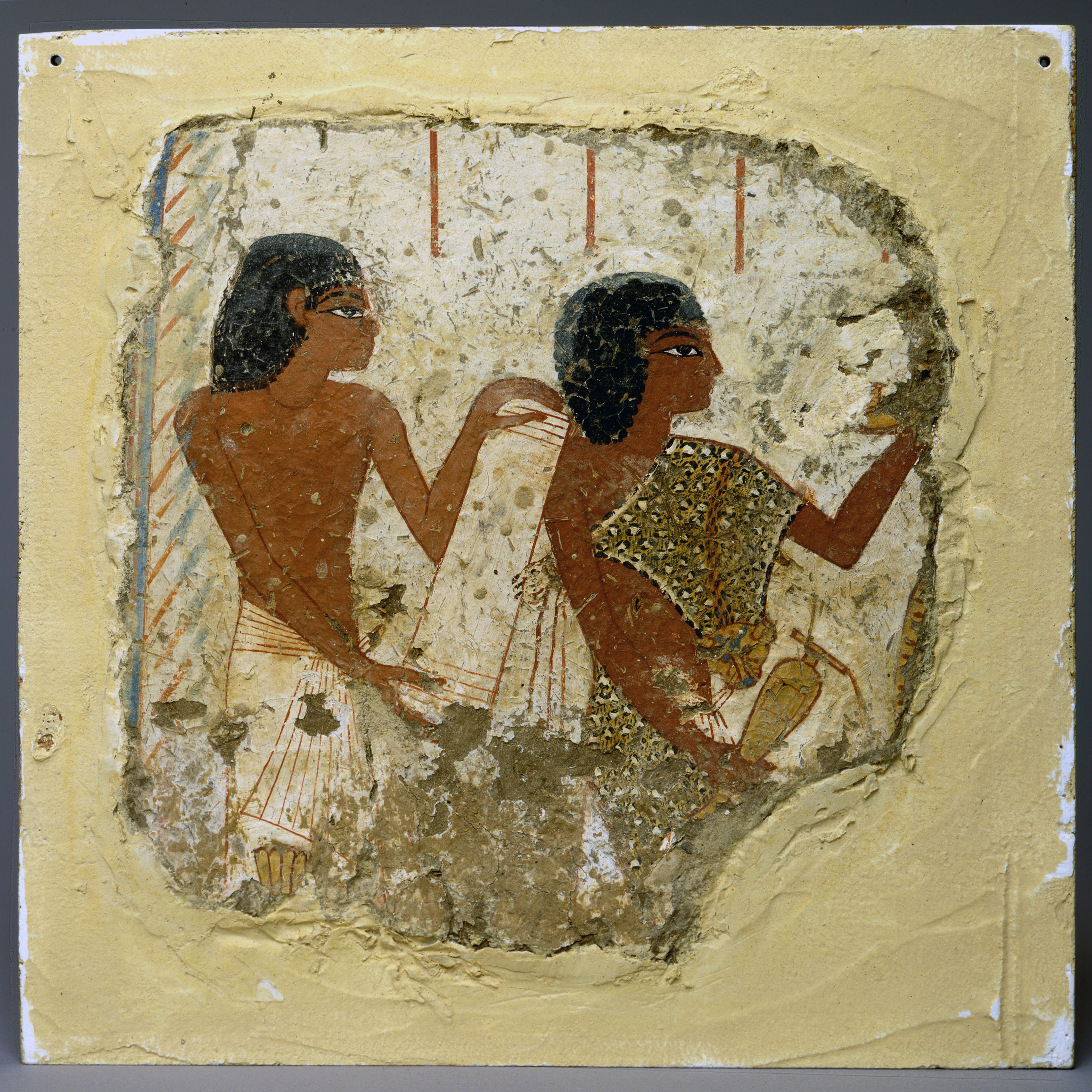
Las colecciones de algunos museos judíos incluyen piezas de historia general como pinturas, bustos y escritos (época egipcia, romana, etc.)

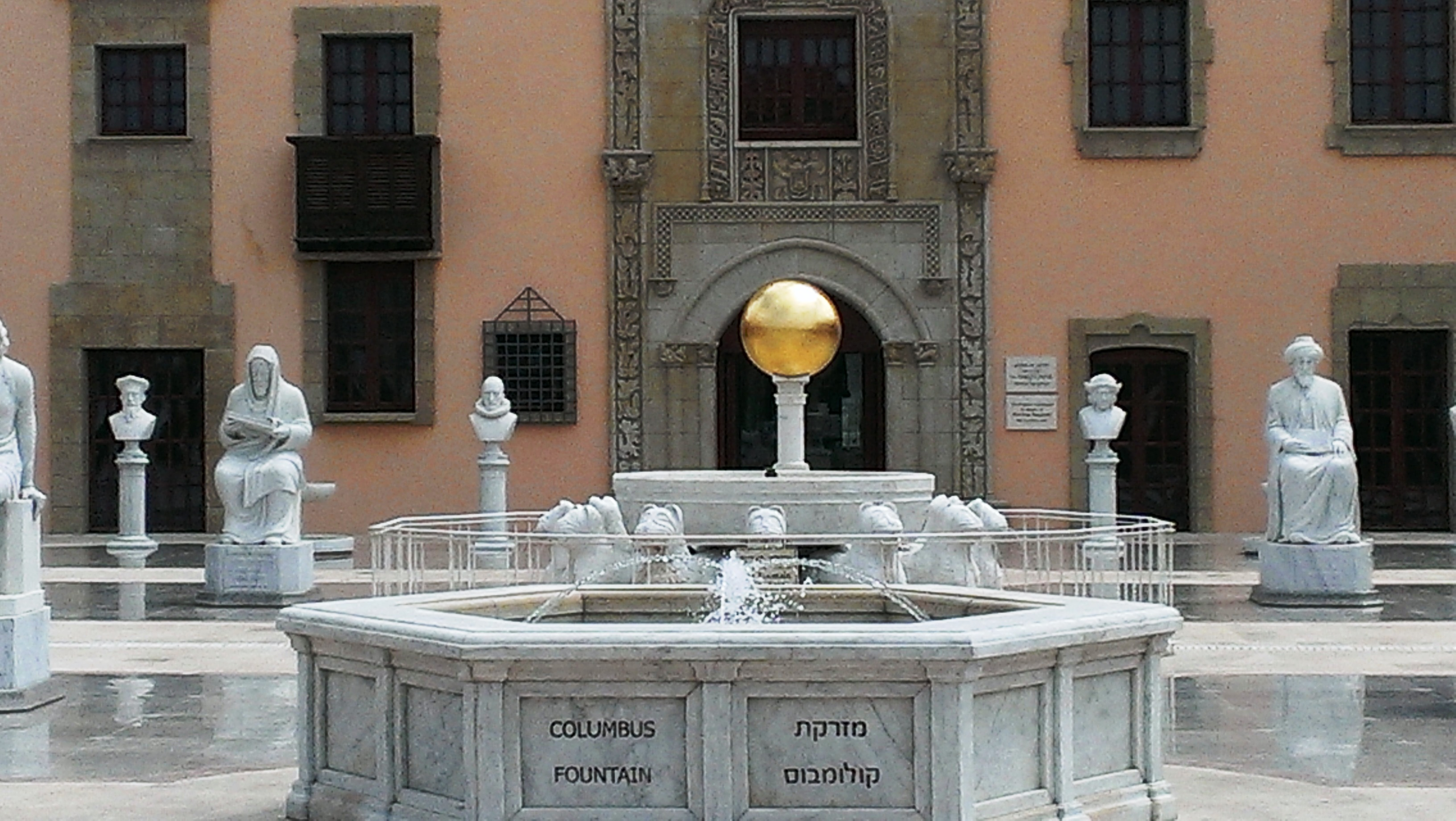
La Fuente de Colón, en el Museo Ralli de Cesarea, Israel. Muchos museos judíos incluyen recreaciones de edificios y estructuras originales.

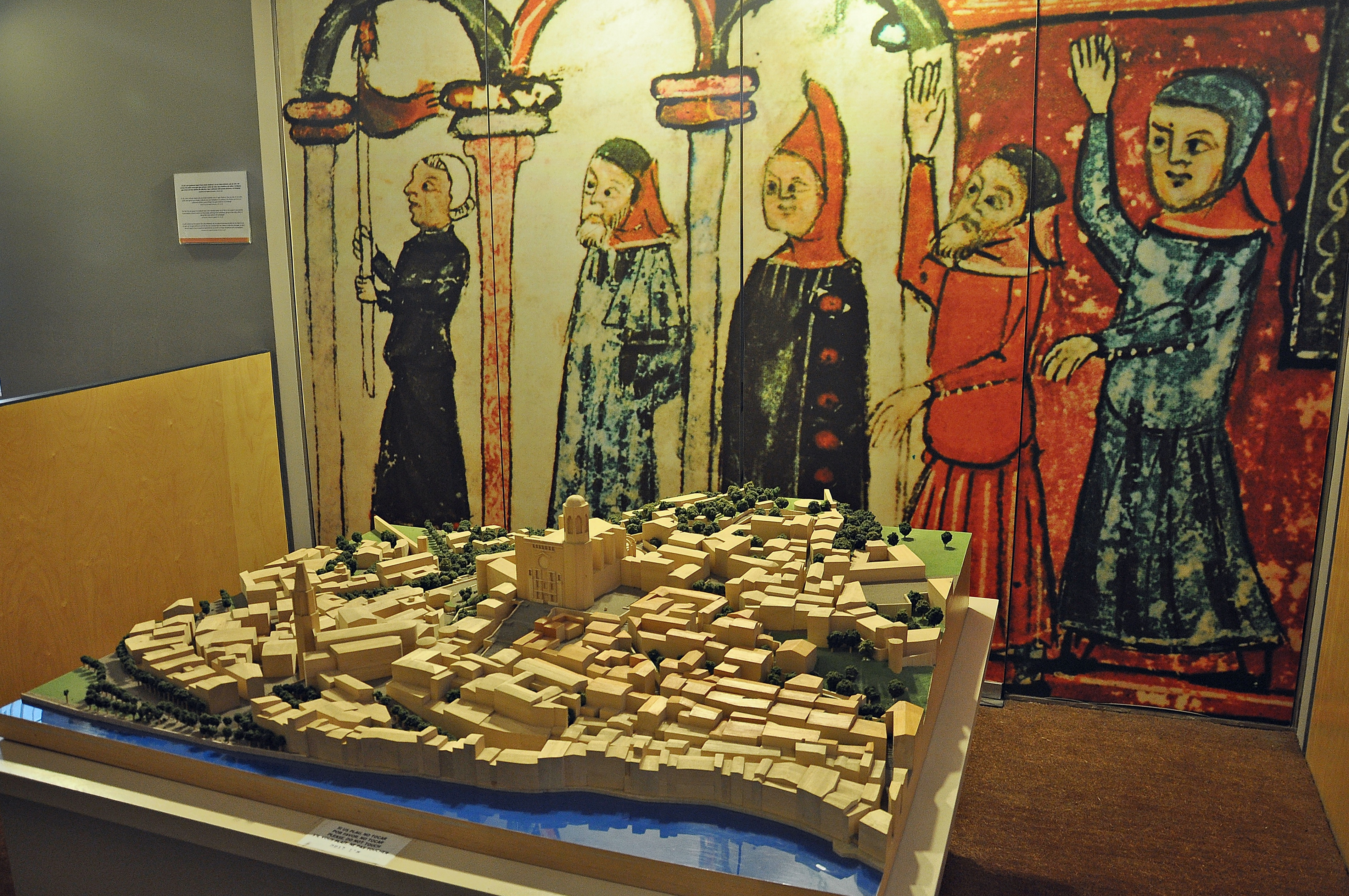
Un mural y un modelo en miniatura del call judío de Gerona, Museo de Historia de los Judíos (Gerona, España).

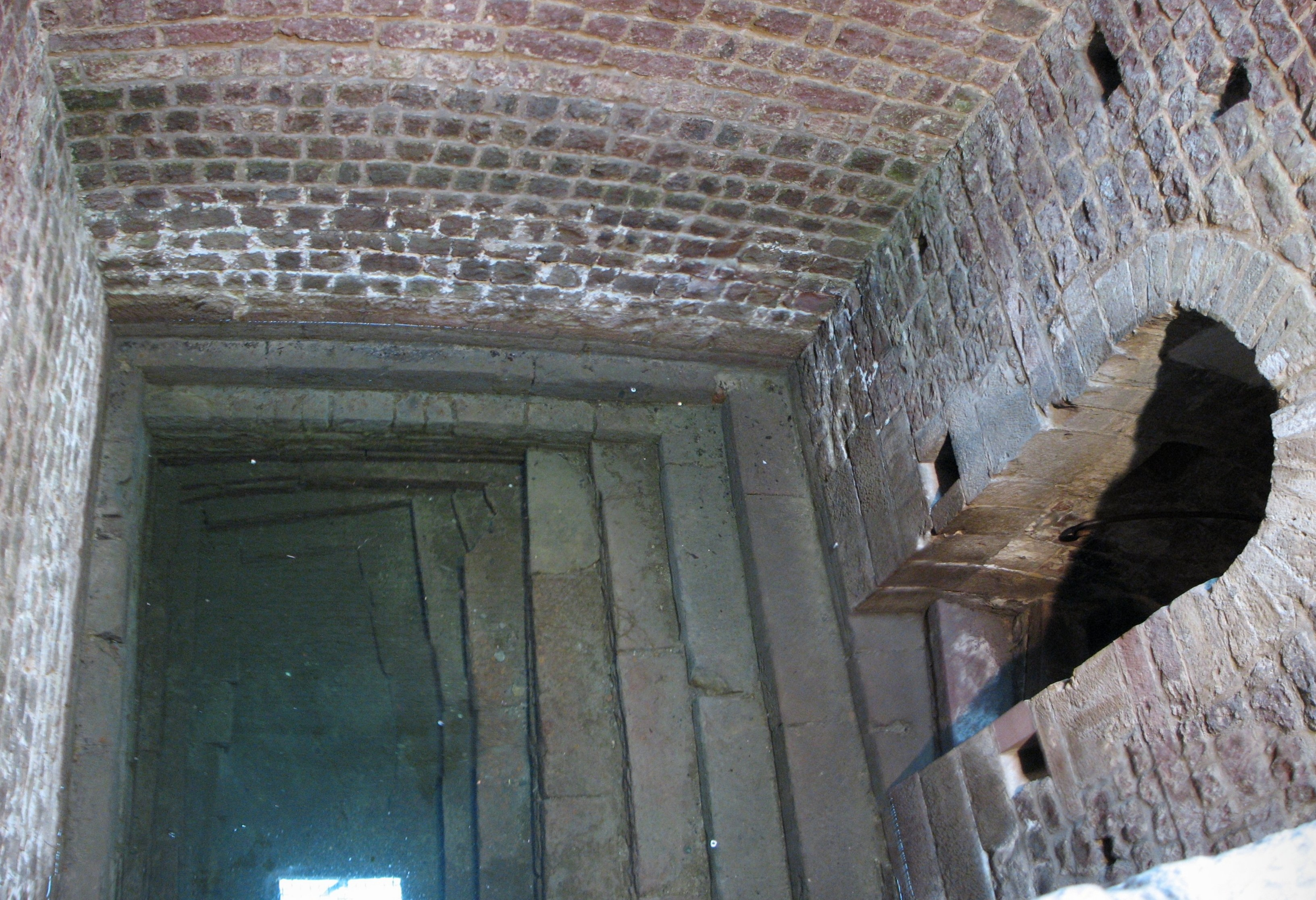
Muchas sinagogas museísticas incluyen un mikve (baño ritual). En la foto: mikve de 1128 en Speyer, Alemania.

Los museos judíos varían desde pequeños espacios (como podría ser un recinto limitado de una pequeña sinagoga), de presupuesto limitado y cuya temática normalmente se centra en la comunidad judía local o en el propio edificio, a los grandes museos que cuentan con múltiples colecciones, gran variedad de piezas, y pueden tener varias ubicaciones y contar con la colaboración de personas conocidas. Estos museos suelen ser muy concurridos por visitantes, estudiantes e investigadores; muchas veces disponen de una biblioteca con libros de valor y ofrecen ponencias y seminarios.
Como otros museos, muchos ocupan las instalaciones de edificios diseñados especialmente a fines museísticos, aunque muchas veces también suelen instalarse en sitios como sinagogas, memoriales, campos y antiguos barrios judíos (como el caso del MUHBA El Call en Barcelona), y casas particulares de personajes relevantes (convertidas en centros culturales o casas museo, como la Casa Nahmánides en Gerona o la Casa Ben-Yehuda en Jerusalén). Al igual que otros museos históricos sobre la Edad Media y la Antigüedad, los museos judíos que tratan estas épocas pueden además desarrollarse en torno a yacimientos arqueológicos, normalmente en regiones de Oriente Próximo (museos bíblicos, bizantinos, etc.).
En Israel los museos cobran otro significado, ya que siendo un país judío la mayoría de museos de historia, cultura, arte y otros (tecnológicos, científicos, militares, etc.) están intrínsecamente relacionados con personas e instituciones israelíes y judías. Por lo tanto, generalmente se suele excluir a estos establecimientos de la definición genérica de museos judíos, si bien museos de carácter internacional, o conocidos mundialmente, como Yad Vashem, Beit Hatfutsot y el Museo de Israel, sí se categorizan por muchos como tal. 

### Temática
Por lo general suelen dedicarse a uno o más de los siguientes temas:
- Historia judía en general;
- Historia judía relacionada con el lugar específico;
- Cultura judía, religión, arte judío, lenguas judías, ciencia, etc.;
- Antisemitismo y Holocausto;
- Sionismo e Israel;
- Arqueología y Biblia.

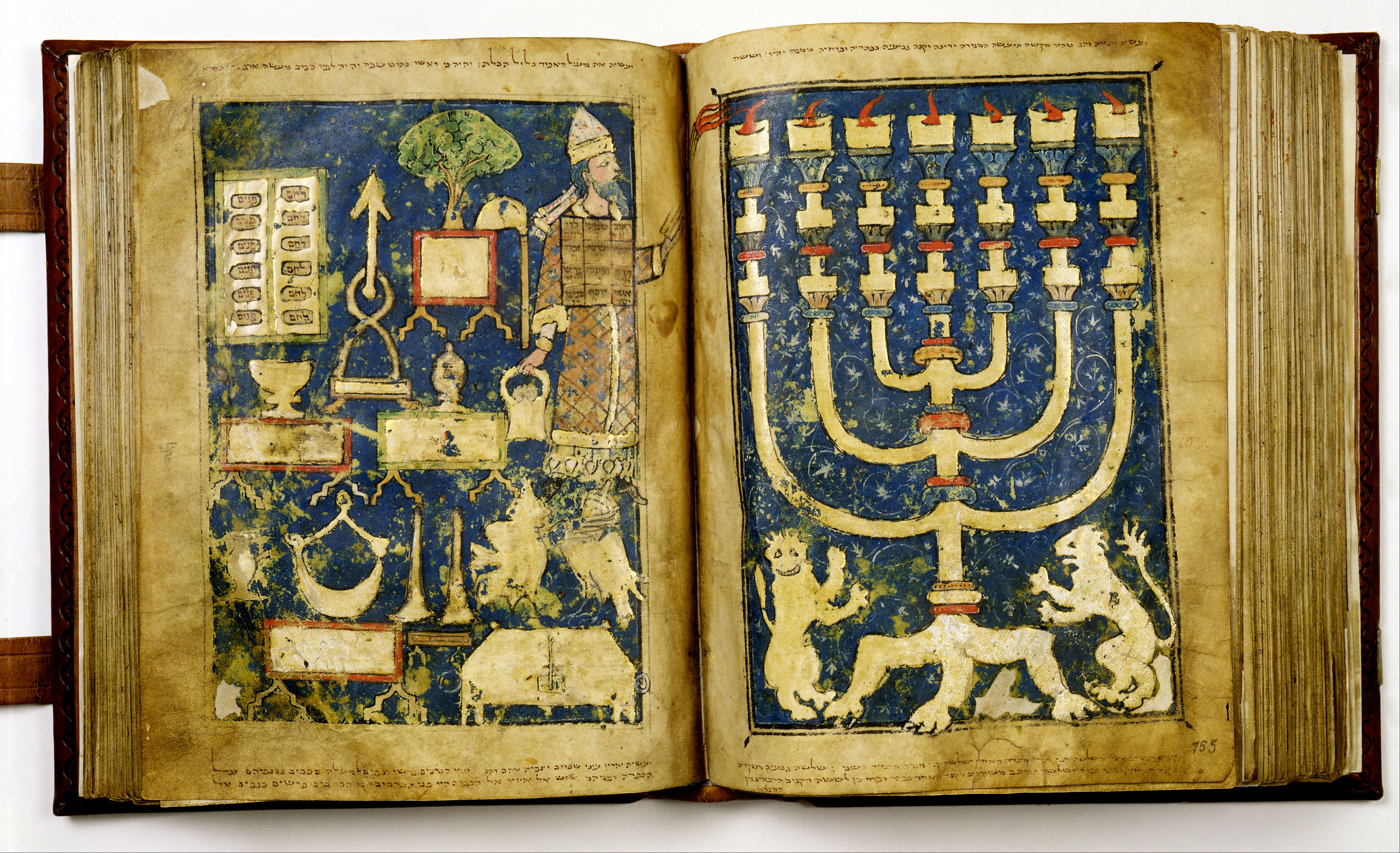
Las bibliotecas de los museos judíos suelen albergar libros, manuscritos e ilustraciones de alto valor histórico-cultural.

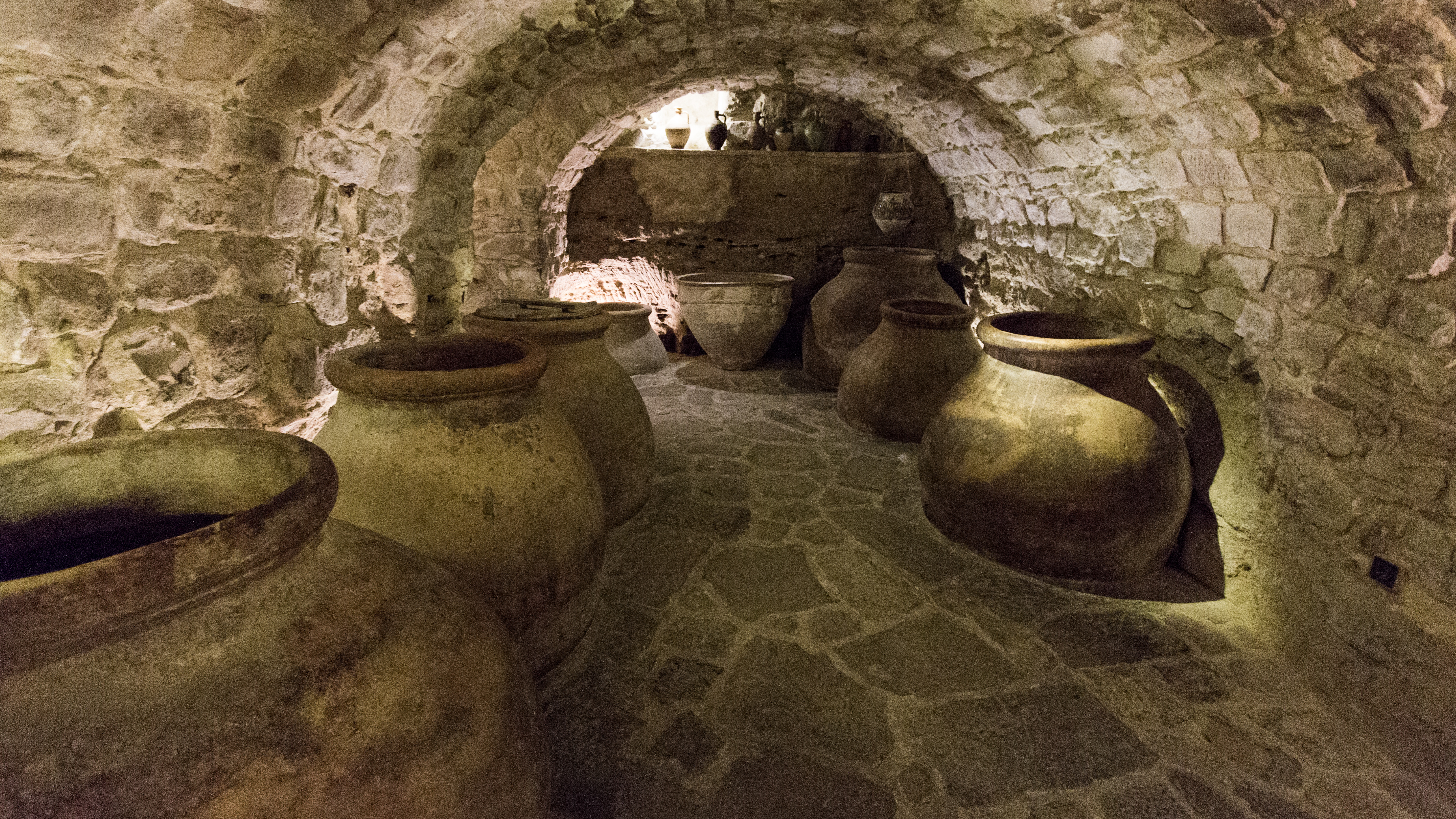
Bodega de la Sinagoga del Agua, Úbeda (Jaén)

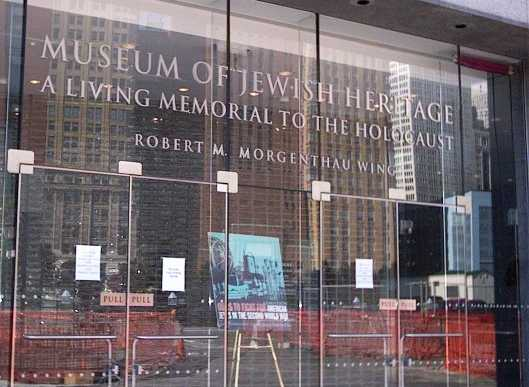
El Museo de Herencia Judía de Nueva York

Algunas de estas temáticas pueden verse entrelazadas, como en el caso de la historia judía europea y el Holocausto. Un museo puede comenzar con una colección concreta, enfocado en un tema específico, y al cabo de cierto tiempo ampliarse abordando otros temas, normalmente por medio de donaciones de colecciones privadas (como el caso del Museo Judío de Viena y su colección sobre antisemitismo cedida al museo en 1993). De vez en cuando, museos dedicados a cierta temática inauguran exposiciones temporales en temas que no forman parte de su especialidad, como la galería «Israel: 50 años de creatividad artística» en el Museo Judío de Bruselas. 
La diferencia entre las características de los museos judíos se suelen reflejar a través de la procedencia de las comunidades representadas. En España, por ejemplo, la mayoría de museos tratan de los sefardíes, su historia vinculada a los países ibéricos y su implicación en acontecimientos como el descubrimiento de América. Se exhibe información sobre personajes famosos de Sefarad, desde científicos a cartógrafos. El evento trágico de la vida judía tratado en muchos de estos museos es la expulsión de los judíos tras la firma del edicto de Granada. Por otra parte, los museos del centro de Europa se centran sobre todo en las comunidades asquenazíes y su historia, siendo el evento trágico por antonomasia relatado y exhibido en gran parte de ellos el Holocausto.
Una parte importante de las exposiciones de judaica y objetos históricos es su procedencia. Ya que gran parte de los objetos de arte judío y utensilios recuperados por coleccionistas habían sido desviados, expropiados o robados a lo largo de la historia, su recuperación contribuye a la investigación de estos hechos en particular y de las comunidades judías en general. Muchos objetos de arte judío, por ejemplo, fueron robados por los nazis y recuperados a lo largo de las décadas posteriores.

### Estados Unidos
La inauguración de nuevos museos judíos fue tendencia en Estados Unidos en los años 1970-1990, sobre todo en torno al tema del Holocausto, con famosos ejemplos en Washington D. C., Los Ángeles, y Nueva York. Para comparar, en 1950 solo hubo dos museos judíos importantes en todo el país, además de algunas pequeñas galerías de judaica a nivel local.
En 1977 se estableció el Consejo Estadounidense de Museos Judíos (Council of American Jewish Museums, CAJM), que en 1991 publicó un artículo que cifró en decenas los museos judíos del país (entre afiliados e independientes).

## Algunos museos destacados
| - Museo Sefardí - Museo Judío de Berlín - Museo Judío de Tesalónica - Museos Ralli (de España, de Chile, de Israel) - Museo del Holocausto de Washington D. C. | - Museo estatal Auschwitz-Birkenau - Casa de Ana Frank - Yad Vashem - Beit Hatfutsot - Museo de Israel |

## Incidentes políticos y antisemitismo
En ocasiones, los museos judíos han sido objeto o medio para expresar opiniones políticas —con respecto al conflicto en Oriente Próximo— y hasta antisemitas. En el Museo de Historia de los Judíos de Gerona, instalado en la histórica casa de Nahmánides en el barrio judío de la ciudad, una vecina del edificio solía colgar de su ventana que daba al patio del museo una bandera palestina que acaparaba la vista del patio. Frente al Museo de la Herencia Judía en Manhattan, Nueva York, se colocó en los últimos días de la primera legislatura de Donald Trump la bandera confederada, uno de los símbolos usados por los movimientos de supremacía blanca.
En 2019, el director del Museo Judío de Berlín, catedrático y experto en judaísmo (pero no de procedencia judío en sí), se dimitió tras acusaciones por parte del Consejo de Comunidades Judías de Alemania y el Estado de Israel de utilizar las instalaciones del museo para promover la causa palestina, además de opinar en contra de prácticas religiosas como la circuncisión. Su dimisión se hizo con el fin de distinguir sus manifiestos personales de los objetivos del museo, considerado uno de los más importantes de Europa, pero aquello se convirtió en un escándalo con partidarios y detractores de ambas partes.
Como otras instituciones judías, sobre todo templos y negocios, los museos europeos han sido además objeto de ataques por parte de grupos e individuos antisemitas de origen musulmán, el más célebre actualmente siendo el tiroteo en el Museo Judío de Bélgica.
Al contrario de las manifestaciones antijudías o antiisraelíes, los propios museos judíos han intentado históricamente alejarse de la actualidad política, salvo los museos israelíes y los dedicados al movimiento sionista y la inmigración judía. Excepcionalmente, en casos y eventos puntuales, como los atentados contra judíos en Europa, muchas veces se cuelgan frente a museos de este tipo banderas de Israel junto a banderas locales, objetos de luto (como velas) y dedicaciones.